# Día de Galentine

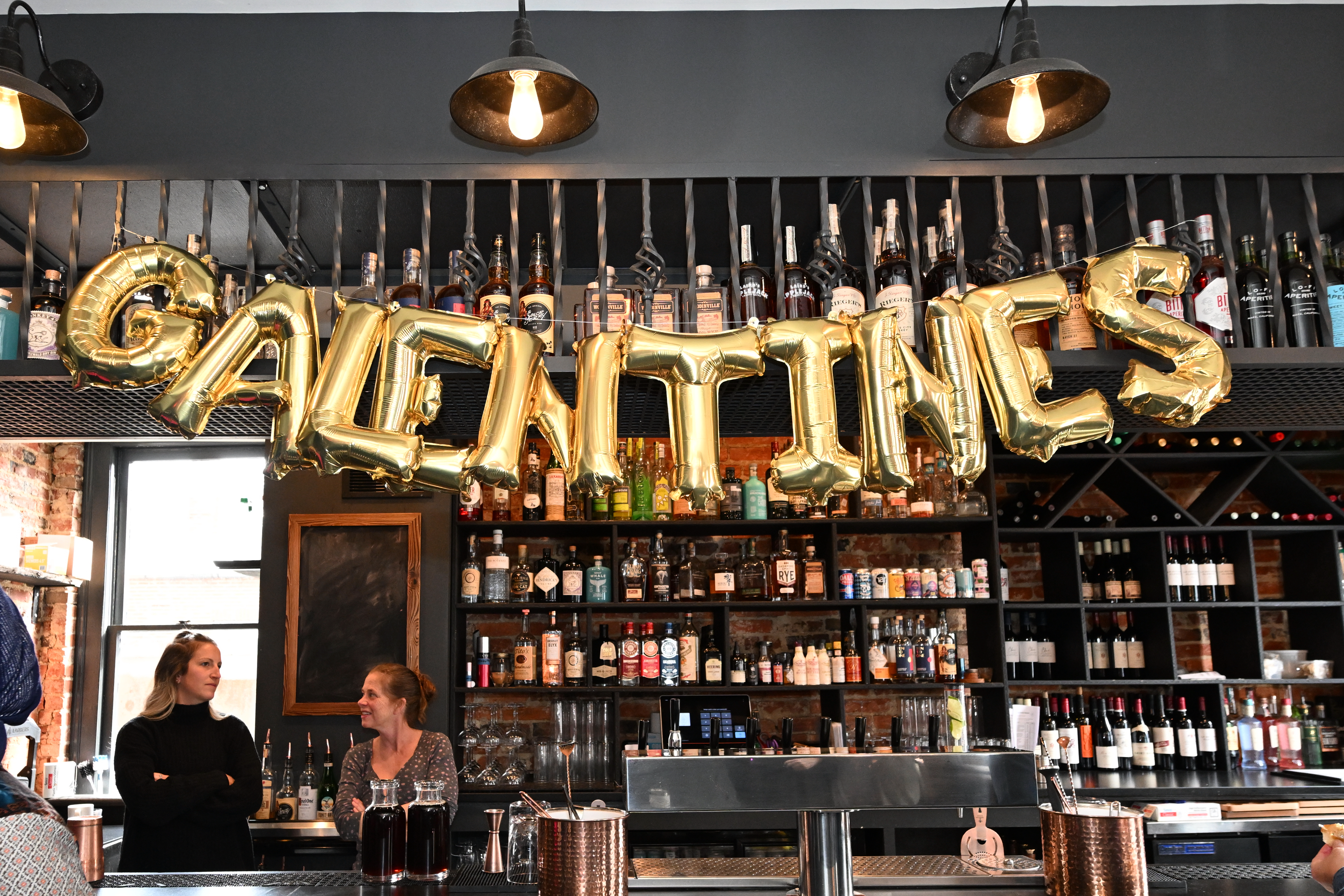
Almuerzo por el Día de Galentine en Maryland, Estados Unidos.

El Día de Galentine es una festividad mundial.Festividad que celebra la amistad entre mujeres. Se celebra un día antes del Día de San Valentín. Su propósito es celebrar la amistad femenina.

## Origen
El concepto y el nombre de este festival anual de hermandad fue ideado por el equipo de guionistas de Parks and Recreation, una serie de televisión de comedia de sátira política estadounidense creada por Greg Daniels y Michael Schur. Transmitida por NBC entre el 9 de abril de 2009 y el 24 de febrero de 2015, durante un espacio de 125 episodios en siete temporadas. Un episodio especial de reunión fue realizado el 30 de abril de 2020. Filmada a modo de falso documental, la serie está protagonizada por Amy Poehler, quien interpreta a Leslie Knope, una entusiasta funcionaria pública del Departamento de Parques y Recreación de la ficticia ciudad de Pawnee, Indiana que es la “creadora” de esta festividad. 

## Comercialización
Pasando de la ficción a la vida real, la ocasión es lo suficientemente conocida como para que los productos del Día de Galentine se vendan ahora en puntos de venta convencionales como supermercados Walmart y los sitios web Etsy y Amazon. Los minoristas también utilizan la festividad como pretexto para organizar tiendas temporales que comercializan productos para clientes femeninos. 
Muchos complejos turísticos y restaurantes ofrecen paquetes temáticos de Galentine.